# Rhopalosiphoninus smilacifoliae
Rhopalosiphoninus smilacifoliae är en insektsart. Rhopalosiphoninus smilacifoliae ingår i släktet Rhopalosiphoninus och familjen långrörsbladlöss. Inga underarter finns listade i Catalogue of Life.